# Isoxazol
Isoxazol é um composto orgânico heterocíclico azol com um átomo de oxigênio próximo ao nitrogênio. Além disso, é a classe de compostos que contêm esse anel. Isoxazolil é o radical univalente derivado do isoxazol. 
Anéis isoxazol são encontrados em produtos naturais, tais como ácido ibotênico. 